# Pygmalion (G. B. Shaw)
A Pygmalion George Bernard Shaw 1912-ben írt drámája. Címe a mitológiai Pügmaliónra utal. A dráma magyar fordítását azonos címen Hevesi Sándor és Mészöly Dezső készítette el. A mű alapján készült a My Fair Lady (1964) című musicalfilm. A darabot magyarul először a Kolozsvári Nemzeti Színházban mutatták be, Janovics Jenő rendezésében, 1914. január 20-án.

## Cselekmény
Az eső elől eresz alá menekült londoni emberek beszélgetését szorgalmasan jegyzeteli Higgins fonetikaprofesszor. Fitogtatja tudományát: beszéde alapján bárkiről megállapítja, honnan jött. Nagyképűen kijelenti azt is, hogy a jelenlévő ordenáré beszédű, szutykos virágáruslányból hercegnőt tudna faragni. A lány, Eliza másnap felkeresi a tanárt és kéri, tanítsa meg szépen beszélni, hogy boltoskisasszony lehessen. Éppen Higginsnél van Pickering ezredes – szintén a fonetika megszállottja – és fogadást ajánl: fizet minden költséget, ha Eliza hat hónap múlva tényleg megállja a helyét egy előkelő estélyen. Higgins belemegy a fogadásba, a lány odaköltözik hozzá. A tanítás nehézkesen indul, de pár hónap múlva Higgins már alkalmasnak találja Elizát arra, hogy tudását Higginsné fogadónapján kipróbálja. Eredmény: Eliza kiejtése gyönyörű, de témái alpáriak. Szerencsére sikerül a többi vendéggel elhitetni, hogy ez csak az új beszédstílus. Pickering és Higgins egymás szavába vágva dicsérik neveltjüket Higginsnének, aki figyelmezteti őket arra, hogy a lány jövőbeni sorsára is gondolniuk kell. Elérkezik az estély, ahol Liza sikerrel helytáll, pedig Higgins legjobb tanítványa, egy másik fonetikus is jelen van: ő is magas származásúnak véli Elizát. Otthon Higgins és Pickering elégedetten társalognak, örülnek, hogy vége az egésznek, mert az Elizával való foglalkozást már igen unták. Mindezt Eliza előtt beszélik meg. A lány feldúltan hagyja el a házat és a szerelmes Freddy karjai közé menekül. Higgins és Pickering már a rendőrséggel kerestetik Elizát (aki egyébként csak Higginsnéhez költözött), mert az a hosszú hónapok alatt nélkülözhetetlenné vált a házban. Kiderül, hogy Eliza apja meggazdagodott, így már az anyagi kényszer sem hajthatja vissza Elizát Higgins házába. A professzor megpróbálja még egyszer visszatérésre bírni Elizát, de a lány nem hajlandó visszamenni oda, ahol mindig csak megaláztatás volt a része.
A szerző prózai függelékben ismerteti Eliza további sorsát: Freddyhez fog feleségül menni, nem Higginshez, mert mestere „elviselhetetlenül isteni”.

## Feldolgozások
- Pygmalion (1935), rendező: Erich Engel, szereplők: Jenny Jugo, Gustaf Gründgens, Anton Edthofer
- Pygmalion (1937), rendező: Ludwig Berger, rendező: Lily Bouwmeester, Johan De Meester, Eduard Verkade
- Pygmalion (1938), rendező: Anthony Asquith, Leslie Howard, szereplők: Leslie Howard, Wendy Hiller, Wilfrid Lawson
- Sürtük (1942), rendező: Adolf Körner, szereplők: Zehra Yumsel, Avni Dilligil, Halide Piskin
- Kanske en gentleman (1950), rendező: Ragnar Frisk, szereplők: John Elfström, Stig Järrel, Marianne Löfgren
- Pygmalion (1957), rendező: Rudolf Noelte, szereplők: Amy Frank, Heinz Hinze, Gerhard Bienert
- Pigmalion (1958), rendező: Szergej Alekszejev, szereplők: Georgij Kulikov, Konsztancija Rojek, Prov Szadovszkij
- Pygmalion (1963), rendező: George Schaefer, szereplők: Julie Harris, James Donald, Gladys Cooper
- Pygmalion (1968), rendező: Kåre Santesson, szereplők: Harriet Andersson, Renée Björling, Gunnar Björnstrand
- Pygmalion (1976), rendező: Paul Pouwels, Ko van Dijk, szereplők: Mary Dresselhuys, Coen Flink, Willeke Alberti
- Pygmalion (1981), rendező: John Glenister szereplők: Twiggy, Robert Powell, Mona Washbourne
- Pygmalion (1981), rendező: Ádám Ottó, szereplők: Huszti Péter, Kiss Mari, Márkus László
- Pygmalion (1983), rendező: Alan Cooke, szereplők: Peter O’Toole, Margot Kidder, Helen Beavis

## Magyarul
- Pygmalion. Színmű; ford. Mészöly Dezső, utószó, jegyz. Benedek András; Új Magyar Kiadó, Budapest, 1956 (Világirodalmi kiskönyvtár)